# Bokordići
 Bokordići  (olaszul: Boccordi) falu Horvátországban, Isztria megyében. Közigazgatásilag Svetvinčenathoz tartozik.

## Fekvése
Az Isztria délkeleti részén, Pólától 25 km-re északra, községközpontjától 5 km-re délkeletre fekszik.

## Története
A település a 16. században népesült be, amikor a velenceiek Dalmáciáól a török elől menekülő horvátokat telepítettek ide. A svetvinčenati plébániához tartozott. A falunak 1857-ben 554, 1910-ben 262 lakosa volt. Az első világháború után Olaszországhoz került. Az Isztria az 1943-as olasz kapituláció után szabadult meg az olasz uralomtól. A második világháború után Jugoszlávia, majd Jugoszlávia felbomlása után 1991-ben a független Horvátország része lett. 2011-ben a falunak 75 lakosa volt. Lakói mezőgazdasággal és állattartással foglalkoznak.

## Lakosság
| Lakosság változása | Lakosság változása | Lakosság változása | Lakosság változása | Lakosság változása | Lakosság változása | Lakosság változása | Lakosság változása | Lakosság változása | Lakosság változása | Lakosság változása | Lakosság változása | Lakosság változása | Lakosság változása | Lakosság változása | Lakosság változása |
| ------------------ | ------------------ | ------------------ | ------------------ | ------------------ | ------------------ | ------------------ | ------------------ | ------------------ | ------------------ | ------------------ | ------------------ | ------------------ | ------------------ | ------------------ | ------------------ |
| 1857               | 1869               | 1880               | 1890               | 1900               | 1910               | 1921               | 1931               | 1948               | 1953               | 1961               | 1971               | 1981               | 1991               | 2001               | 2011               |
| 554                | 682                | 190                | 204                | 229                | 262                | 305                | 972                | 211                | 199                | 159                | 118                | 105                | 86                 | 85                 | 75                 |